# Hochstuhl
A Hochstuhl vagy Veliki Stol a Karavankák legmagasabb hegye, Szlovénia és Ausztria határán. A népszerűbb hegyek közé tartozik Szlovéniában, melyet fiatalok és idősebbek egyaránt megmásznak a késő nyári időszakban. A déli (szlovén) oldalról könnyen megmászható, viszont az északi (osztrák) oldalról nagyon nehéz útnak számít. Közel a csúcshoz (2174 méteren) található a Prešeren-ház, ahol pihenni, enni vagy aludni is lehet.

## Külső hivatkozások
- Stol – hribi.net